# Weezer (The Blue Album)
Weezer ist das erste Album der US-amerikanischen Band Weezer. Aufgrund des simplen, blauen Covers wird das Album oft auch als The Blue Album bezeichnet.
Während der Aufnahmen zum Album verließ der Gitarrist Jason Cropper, der Gründungsmitglied war, die Band. Dieser wurde durch Brian Bell ersetzt. Die von Jason Cropper aufgenommenen Gesangs- und Gitarrenspuren wurden gelöscht und neu aufgenommen.
Das Musikvideo zum Lied Buddy Holly wurde auf der Installations-CD des Betriebssystems Windows 95 von Microsoft veröffentlicht.

## Titelliste
1. My Name Is Jonas
2. No One Else
3. The World Has Turned And Left Me Here
4. Buddy Holly
5. Undone – The Sweater Song
6. Surf Wax America
7. Say It Ain’t So
8. In The Garage
9. Holiday
10. Only In Dreams

- Tracks 2, 4, 5 und 7 – 10 wurden von Rivers Cuomo geschrieben
- Tracks 3 und 6 wurden von Rivers Cuomo und Patrick Wilson geschrieben
- Track 1 wurde von Rivers Cuomo, Patrick Wilson und Jason Cropper geschrieben
- Nachdem Say It Ain’t So als Single veröffentlicht worden war, wurde fortan bei Neuauflagen des Albums die originale Version durch die Single-Version ersetzt. Die originale Album-Version wurde später auf der zweiten CD der Deluxe Edition veröffentlicht. Die Unterschiede zwischen den beiden Versionen sind lediglich der Klang des Schlagzeugs und das Gitarrenfeedback vor den Refrains.

## Deluxe Edition
Zum 10-jährigen Jubiläum des Albums ist 2004 eine Deluxe Edition als Doppel-CD veröffentlicht worden. Diese enthält auf der ersten CD das Album in neu remasterter Form. Die zweite CD mit dem Titel Dusty Gems and Raw Nuggets enthält alle B-Seiten der Singles und weitere Raritäten aus der Anfangsphase der Band.
1. Mykel & Carli
2. Susanne
3. My Evaline
4. Jamie
5. My Name Is Jonas (Live)
6. Surf Wax America (Live)
7. Jamie (Live & Acoustic)
8. No One Else (Live & Acoustic)
9. Undone – The Sweater Song (Demo-Version)
10. Paperface
11. Only In Dreams (Demo-Version)
12. Lullabye For Wayne
13. I Swear It’s True
14. Say It Ain’t So (Original Album-Mix)

## Singles

### Undone – The Sweater Song
1. Undone – The Sweater Song
2. Mykel & Carli
3. Susanne
4. Holiday (auf der englischen Single) / My Evaline (auf der australischen Single)

### Buddy Holly
1. Buddy Holly
2. My Name Is Jonas (Live)
3. Surf Wax America (Live)
4. Jamie

### Say It Ain’t So
1. Say It Ain’t So
2. No One Else (Live & Acoustic)
3. Jamie (Live & Acoustic)

### Singles in den Charts
| Jahr | Titel                     | Höchstplatzierung, Gesamtwochen, AuszeichnungChartplatzierungen (Jahr, Titel, , Platzierungen, Wochen, Auszeichnungen, Anmerkungen) | Höchstplatzierung, Gesamtwochen, AuszeichnungChartplatzierungen (Jahr, Titel, , Platzierungen, Wochen, Auszeichnungen, Anmerkungen) | Anmerkungen                                                   |
| Jahr | Titel                     | UK | US | Anmerkungen                                                   |
| ---- | ------------------------- | --- | --- | ------------------------------------------------------------- |
| 1994 | Undone – The Sweater Song | UK35 (2 Wo.)UK | US— ×2DoppelplatinUS | Erstveröffentlichung: 24. Juni 1994 Verkäufe: + 2.000.000     |
| 1994 | Buddy Holly               | UK12 Platin · (7 Wo.)UK | US57 ×3Dreifachplatin · (16 Wo.)US                                                                                                  | Erstveröffentlichung: 7. September 1994 Verkäufe: + 3.600.000 |
| 1995 | Say It Ain’t So           | UK37 Silber · (2 Wo.)UK | US— ×5FünffachplatinUS | Erstveröffentlichung: 13. Juli 1995 Verkäufe: + 5.200.000     |

## Kommerzieller Erfolg

### Chartplatzierungen
| ChartsChartplatzierungen       | Höchstplatzierung | Wochen |
| ------------------------------ | ----------------- | ------ |
| Deutschland (GfK)              | 61 (10 Wo.)       | 10     |
| Österreich (Ö3)                | 47 (3 Wo.)        | 3      |
| Vereinigte Staaten (Billboard) | 16 (83 Wo.)       | 83     |
| Vereinigtes Königreich (OCC)   | 23 (21 Wo.)       | 21     |

### Auszeichnungen für Musikverkäufe
Weezer (The Blue Album) konnte sich laut Quellen weltweit mehr als 6,7 Millionen Mal verkaufen, davon sind 5,3 Millionen Einheiten mit Schallplattenauszeichnungen belegt.
| Land/Region                  | Auszeichnungen für Musikverkäufe (Land/Region, Auszeichnung, Verkäufe) | Verkäufe  |
| ---------------------------- | ---------------------------------------------------------------------- | --------- |
| Dänemark (IFPI)              | Platin                                                                 | 20.000    |
| Kanada (MC)                  | 3× Platin                                                              | 300.000   |
| Neuseeland (RMNZ)            | 2× Platin                                                              | 30.000    |
| Vereinigte Staaten (RIAA)    | 5× Platin                                                              | 5.000.000 |
| Vereinigtes Königreich (BPI) | Gold                                                                   | 100.000   |
| Insgesamt                    | 1× Gold · 11× Platin ·                                                 | 5.450.000 |